# Puebla Internationale Lufthavn
Puebla Internationale Lufthavn, Hermanos Serdán (IATA PBC, ICAO MMPB) (på spansk Aeropuerto Internacional de Puebla) også kaldet Hermanos Serdán International lufthavn ligger nær i landsbyen Huejotzingo cirka 23 kilometer norvest for den mexikanske by Puebla de los Ángeles.
Lufthavnen fungerer også som et alternativ til Mexico Citys internationale lufthavn.
I 2008 havde lufthavnen cirka 551.000 passagerer

## Ekstern henvisning
- Officielt websted